# 야전삽
야전삽(野戰삽)은 군대에서 다양한 군사 목적으로 사용하는 굴착 도구이다.  현대식 야전삽은 일반적으로 접을 수 있으며 휴대가 가능하도록 작아젔다.
야전삽은 주로 강철, 알루미늄 또는 기타 경금속을 사용하여 만들어진다.